# Hiraea faginea
Hiraea faginea là một loài thực vật có hoa trong họ Malpighiaceae. Loài này được (Sw.) Nied. mô tả khoa học đầu tiên năm 1906.